# Macan Saunders
Macan Saunders, britanski general, * 1884, † 1956.